# Lionel Wibault
Lionel Wibault (né en 1947 à Chamonix, dans le département de la Haute-Savoie) est un peintre haut-savoyard. Ses sujets de prédilection sont les paysages montagnards, des scènes d'alpinisme telles que des cordées ou encore des skieurs...

## Biographie
Né à Chamonix en 1947, Lionel Wibault est le fils unique du peintre Marcel Wibault. Il découvre la montagne à l'adolescence en pratiquant le ski en compétition. En 1971 il reçoit la qualification de guide de haute-montagne à l'ENSA à Chamonix. Dès lors il devient membre de la Compagnie des guides de la ville. Il a réalisé plus de 2000 ascensions en presque 40 ans de métier.
Lionel Wibault est marié et a trois enfants, Johanna, Emma et Mathias. Il réside à Chamonix dans le quartier des Mouilles, à quelques pas du musée commémoratif Marcel Wibault.
Le chalet de l'artiste est un exemple de son œuvre. S'y mêle une architecture alpine classique agrémentée de nombreuses illustrations et gravure florales sur les poutres. L'atelier de Lionel Wibault est situé dans sa maison, mais le peintre exerce souvent à l'extérieur, face aux paysages qu'il décrit.

## La peinture
Conseillé sur ses premières toiles par son père, Lionel se détache rapidement de la vision de Marcel. Là ou son maître s'en tient à ce qu'il a vu, l'élève tente de décrire ce qu'il vit, sa propre expérience de la montagne. Il amplifie la réalité, il exagère les éléments naturels en y ajoutant du mouvement et de la couleur, tel qu'il a pu la ressentir lors de ses courses. Tenant à marquer cette différence d'impression par rapport à son père, Lionel appose la signature WIBO sur ses œuvres, s'attachant plus à la prononciation du patronyme qu'à son orthographe réelle.
S'ajoute aux représentations montagnardes des scènes de la vie courante, le peintre s'est notamment attaché à reproduire son ressenti de la vie de guide au sein de la compagnie chamoniarde (Le tour de rôle, Séance de comité à la Compagnie des Guides de Chamonix, ...). On trouve également de nombreux portraits, généralement réalisés sur commande (Portrait de Jean Falala, Portrait de Marcel Wibault, ...). On trouve aussi dans l'œuvre de l'artiste de nombreuses visions de la Suède (paysages ou scènes de vie), le pays d'origine de sa femme.
Lionel Wibault est considéré comme faisant partie du mouvement impressionniste par sa façon de décrire sa vision de la montagne comme d'un milieu vivant, en éternel mouvement.

## L'œuvre
« On gagne sa liberté avec de l'audace. »
— Lionel Wibault
Il a notamment peint :
- Une fresque florale exposé à la Mairie de Chamonix Mont-Blanc (1990).
- La décoration du refuge des Cosmiques (entre 1991 et 1998).
- Une fresque au musée de Saint-Christophe-en-Oisans dans le parc national des Écrins (2000).
- Un portrait de Jean Falala maire de Reims entre 1983 et 1999 (2000).
- L'affiche de la Fête des Guides de Chamonix édition 2005.

Lionel Wibault s'est donné le pari de peindre cent mont Blanc sous différents versants sur des toiles grand format. Il en a aujourd'hui réalisé 45.
En octobre 1995, sur FR3, dans l'émission "Montagnes", Marcel et Lionel Wibault sont présentés dans un téléfilm de 26 minutes de Pierre Ostian et Gilles Chappaz intitulé Les Arêtes de lumière.  
On peut apercevoir le peintre dans le rôle d'un guide dans le téléfilm français Premier de Cordée, tiré du roman éponyme de Roger Frison-Roche, diffusé sur France 2 en 1999.